# Говорово (станция метро)
«Го́ворово» — станция Московского метрополитена на Солнцевской линии. Расположена в районе Солнцево (ЗАО), южнее Боровского шоссе. Названа по близлежащей деревне Говорово. Открыта 30 августа 2018 года в составе участка «Раменки» — «Рассказовка». Колонная двухпролётная станция мелкого заложения с одной островной платформой.

## Название
8 апреля 2015 года проектное название станции было изменено с «Терёшково», которое было дано по улице Терёшково, на «Говорово» постановлением Правительства Москвы № 172-ПП.

## История

### Строительство
- Ноябрь 2013 года — март 2014 года. Подготовительные, геологоразведочные работы.
- Апрель — июнь 2014 года. Площадка под демонтажную камеру для щитов в сторону станции «Солнцево» очищена от гаражей, идёт заливка форшахты для «стены в грунте».
- 28 сентября 2015 года. Начата проходка правого перегонного тоннеля длиной около 2,2 км в сторону станции «Очаково». Предполагается, что это расстояние ТПМК преодолеет за 8 месяцев[4][5].
- 14 января 2016 года. Проходка правого перегонного тоннеля в сторону станции «Очаково» под прудом завершена. Его глубина была 5—6 метров, а минимальное расстояние от шелыги свода до дна составило чуть более трёх метров.
- 5 мая 2016 года. Метростроевцы приступили к проходке второго тоннеля от станции метро «Говорово» до «Очаково»[6].
- 17 августа 2016 года. Завершена проходка правого перегонного тоннеля[7].
- 13 сентября 2016 года. Строители приступили к прокладке левого тоннеля на участке линии метро между станциями «Говорово» и «Солнцево»[8].
- 11 апреля 2017 года. Завершена проходка левого перегонного тоннеля от станции «Говорово» до станции «Солнцево»[9].
- 3 мая 2017 года. Пройден правый перегонный тоннель между станциями «Говорово» и «Солнцево»[10].
- 22 марта 2018 года. Завершается отделка путевых стен и потолка станции[11].
- 7 июня 2018 года. Завершена отделка платформенной части станции[12].
- 21 июня 2018 года. Технический пуск Солнцевского радиуса от станции «Раменки» до станции «Рассказовка».

### Открытие станции
Станция открылась 30 августа 2018 года в составе участка «Раменки» — «Рассказовка», после ввода в эксплуатацию которого в Московском метрополитене стало 222 станции.
8 мая 2024 года в Новой Москве были упразднены поселения в пользу новых районов, а также произошёл обмен участками территорий существующих районов с вновь образованными. В результате реформы станция, располагавшаяся частично на территории поселения Московский Новомосковского административного округа, оказалась полностью в районе Солнцево Западного административного округа[значимость факта?].

## Расположение и вестибюли
Станция расположена параллельно Боровскому шоссе между улицей 50-летия Октября и проектируемым проездом № 6055 (началом улицы Татьянин Парк). Два подземных вестибюля выводят на территорию между этими улицами: восточный вестибюль находится у пересечения Боровского шоссе и проектируемого проезда № 6055, западный — у пересечения Боровского шоссе и улицы 50 лет Октября. Входные павильоны станции выполнены в урбанистическом стиле, в их оформлении использованы чёрный и серый цвета.

### Ремонт вестибюлей
Западный вестибюль (выходы № 1 и № 2) был закрыт на ремонт 30 октября 2021 года — из-за нарушения гидроизоляции. Первоначально завершить ремонт планировали к 9 февраля 2022 года, потом в июле 2022 года, потом в мае 2023 года. В итоге вестибюль был заново открыт лишь 13 июня 2023 года.
Восточный вестибюль (выходы № 3 и № 4) закрылся на ремонт по аналогичной причине 8 июля 2023 года, открыть его планируют 12 августа 2024 года.

## Архитектура и оформление
Станция имеет яркий современный дизайн, в котором основная роль отводится концепции освещения. Базовым цветом для станции выбран чёрный, кроме того, использованы жёлтый, белый и фиолетовый оттенки. Точечно светятся чёрные колонны, где свет спрятан за перфорированными каменными плитами. Отверстия в плитах закрыты стеклянными вставками. Колонны подсвечиваются изнутри, а на их поверхности пассажиры видят рисунок в виде светящихся капель. Платформа отделана серым гранитом, потолок чёрный, зеркальный, с рисунком в виде лабиринта из люминесцентных ламп.
| - Посадочная платформа - Потолок - Колонны - Название станции на путевой стене - Указатель - Лестница - Выход в город |

## Наземный общественный транспорт
На этой станции можно пересесть на следующие маршруты городского пассажирского транспорта:
- Автобусы: 32, 221, 259, 274, 275, 330, 720, 752, 767, 793, 862, н11, Sk3

## Путевое развитие
За станцией расположен однопутный оборотный тупик, который используется для оборота и ночного отстоя составов.